# Dotter
Pour les articles homonymes, voir Jansson.
Dotter, nom de scène de Johanna Maria Jansson, née le 10 juin 1987 à Arvika, est une chanteuse suédoise.

## Biographie
Dotter naît le 10 juin 1987 à Arvika. Elle déménage ensuite à Stockholm et étudie à l'école de musique Kulturama. Son pseudonyme « Dotter » signifie « fille » en suédois ; elle l'a choisi car elle se considère comme « une fille de la Terre-Mère » en raison de style de vie vegan. Elle sort son premier single My Flower en 2014 et participe au Musikhjälpen,,.
Elle co-écrit la chanson A Million Years, interprétée par Mariette Hansson et classée 4e au Melodifestivalen 2017.
En tant qu’interprète, Dotter participe au Melodifestivalen 2018 avec la chanson Cry mais ne parvient pas à se qualifier pour la finale.
L’année suivante, elle co-écrit la chanson Victorious, interprétée par Lina Hedlund, qui termine 11e au Melodifestivalen 2019. La même année, elle réalise un duo avec Måns Zelmerlöw, gagnant de l’Eurovision 2015, Walk With Me.
Au Melodifestivalen 2020, Dotter se qualifie pour la finale avec sa chanson Bulletproof. Grande favorite de la compétition, elle finit cependant 2e, à un point de la chanson gagnante. Bulletproof se classe aussi 2e dans les charts suédois.
En 2021, elle se présente une troisième fois au Melodifestivalen, avec une chanson qu'elle a co-écrit, Little Tot. En finale, elle termine quatrième, avec 105 points. 
En 2024, elle participe pour la quatrième fois au Melodifestivalen, et termine à la dernière place de la finale. 

## Discographie
| Titre                                  | Année | Meilleur classement | Album        |
| Titre                                  | Année | SWE                 | Album        |
| -------------------------------------- | ----- | ------------------- | ------------ |
| My Flower                              | 2014  | —                   | Single isolé |
| Dive                                   | 2015  | —                   | Single isolé |
| Creatures of the Sun                   | 2016  | —                   | Single isolé |
| Evolution                              | 2017  | —                   | Single isolé |
| Rebellion                              | 2017  | —                   | Single isolé |
| Cry                                    | 2018  | 59                  | Single isolé |
| Heatwave                               | 2018  | —                   | Single isolé |
| Walk with Me (avec Måns Zelmerlöw)     | 2019  | 51                  | Single isolé |
| I Do                                   | 2019  | —                   | Single isolé |
| Bulletproof                            | 2020  | 2                   | Single isolé |
| Backfire                               | 2020  | —                   | Single isolé |
| I'm Sorry                              | 2020  | —                   | Single isolé |
| Little Tot                             | 2021  | 6                   | Single isolé |
| It's Not Easy to Write You a Love Song | 2024  | 9                   | Single isolé |